# Mathías Saavedra
Mathías Saavedra, vollständiger Name Mathías Saavedra Perdomo, (* 30. April 1989 in Montevideo) ist ein uruguayischer ehemaliger Fußballspieler.

## Karriere
Der 1,81 Meter große Offensivakteur Saavedra stand zu Beginn seiner Karriere von 2005 bis Mitte 2008 in Reihen der B-Mannschaft der Boca Juniors. Nach einer sich daran anschließenden Leihe zur Reservemannschaft (Formativas) Nacional Montevideos kehrte er im Juli 2009 zum Klub aus Buenos Aires zurück. Im September 2010 verpflichtete ihn der spanische Verein CD Alcalá. Dort lief er in vier Begegnungen (kein Tor) der Segunda B auf. Ab Anfang Februar 2011 setzte er seine Karriere wieder in Uruguay beim Danubio FC fort. Bei den Montevideanern bestritt er in der Clausura 2011 zwei Partien (kein Tor) in der Primera División. Mitte Juli 2011 wurde er an El Tanque Sisley ausgeliehen. Dort steht für ihn in der Apertura 2011 ein Treffer bei sieben Erstligaeinsätzen zu Buche. Ende Februar 2012 wechselte er zum Huracán Football Club. In der restlichen Saison 2011/12 absolvierte er drei Spiele ohne persönlichen Torerfolg in der Segunda División. Im August 2012 nahm ihn Recreativo Huelva unter Vertrag und verlieh ihn umgehend an San Roque de Lepe. Beim spanischen Drittligisten kam er in 22 Ligabegegnungen (ein Tor) und einer Partie (kein Tor) der Copa del Rey zum Einsatz. 
Nachdem der Leihvertrag am Saisonende ausgelaufen war, kam Saavedra in der Folgezeit bei Recreativo Huelva aber weiterhin zu keinem Pflichtspieleinsatz und schloss sich alsdann zur Apertura 2013 dem uruguayischen Erstligisten Sud América an. Viermal (kein Tor) wurde er in der Saison 2013/14 in der höchsten uruguayischen Spielklasse eingesetzt. Mitte März 2013 folgte eine Ausleihe zum Zweitligisten Club Atlético Torque. Mit neun erzielten Treffern bei zwölf Ligaeinsätzen in der Clausura 2013 war dieser Karriereabschnitt bei den Montevideanern für ihn persönlich sehr erfolgreich. Im Juli 2014 verlieh ihn Sud América dann erneut. Aufnehmender Klub war dieses Mal Tristán Suárez. Seine Einsatzbilanz bei den Argentiniern weist 23 Ligaspiele und vier Tore in der Primera B Metropolitana sowie eine Partie (kein Tor) in der Copa Argentina auf. Zum Jahresbeginn 2016 kehrte Saavedra zu Sud América zurück. Seit Mitte Juli 2017 ist River Plate Montevideo sein Arbeitgeber. Bei zwölf Ligaeinsätzen schoss er in der Saison 2016 ein halbes Dutzend Tore. Während der laufenden Saison 2017 bestritt er bislang (Stand: 9. März 2017) drei Erstligaspiele (kein Tor).